# Campeonato Pernambucano de Futebol de Juniores de 2009
O Campeonato Pernambucano de Futebol de Juniores de 2009 foi a edição do Campeonato Pernambucano de categorias de base. Começou no dia 11 de Janeiro e terminou no dia 19 de Abril de 2009.
O Clube Náutico Capibaribe sagrou-se campeão, ao vencer os dois turnos da competição. Esse foi o terceiro título do alvirubro pernambucano. Sendo assim, o 3º maior vencedor desta competição.

## Tabela Final
| P  | Clube            |  |
| -- | ---------------- |  |
| 1  | Náutico          |  |
| 2  | Sport            |  |
| 3  | Santa Cruz       |  |
| 4  | Porto-PE         |  |
| 5  | Sete de Setembro |  |
| 6  | Serrano          |  |
| 7  | Salgueiro        |  |
| 8  | Ypiranga         |  |
| 9  | Vitória          |  |
| 10 | Petrolina        |  |
| 11 | Central-PE       |  |
| 12 | Cabense          |  |

## Artilheiros
- 1. - Gilberto Oliveira - Santa Cruz Futebol Clube - 23
- 2. - Muller Fernandes - Sport - 21
- 3. - Yuri Savaroni - Santa Cruz Futebol Clube - 16
- 4. - Daniel Conrado - Porto-PE - 14
- 5. - Manoel Nonato - Náutico - 13